# خوره‌دیک
گوریدایک (به هلندی: Gorredijk) یک منطقهٔ مسکونی در هلند است که در اپسترلاند واقع شده‌است. گوریدایک ۷٬۳۶۰ نفر جمعیت دارد.